# Duchcov
Duchcov (németül Dux) város Csehország Ústí nad Labem-i kerületében. A népessége kb. 9000 fő, és az Harz-hegység lábánál terül el.

## Története
Első okleveles előfordulása (1207.) arra utal, hogy a régi neve Hrabšin volt.
1918. előtt az Osztrák–Magyar Monarchia osztrák felének része volt az 1867-es kiegyezés után. A 94 kerületi kapitányság (Bezirkshauptmannschaften) közül az azonos nevű kapitányságnak volt a székhelye.
A postahivatal 1857 júliusában nyílt meg.
1938-ban a német hadsereg (Wermacht) a Szudétavidékhez csatolta. A németül beszélő lakosságot 1945-ben kitelepítették a Beneš-dekrétumok alapján, a várost pedig cseh lakossággal telepítették újra.

## Dux-kastély
Giacomo Casanova (1725-1798) olasz kalandor a kastélyban volt könyvtáros 13 éven át, és itt is hunyt el.

## Népesség
A település népessége az elmúlt években az alábbi módon változott:
| Lakosok száma | 4076 | 12 001 | 18 324 | 12 449 | 8913 | 8487 | 8359 | 8564 | 8589 | 8695 |
|               | 1869 | 1900   | 1921   | 1961   | 1991 | 2011 | 2017 | 2020 | 2022 | 2025 |

## Fordítás
- Ez a szócikk részben vagy egészben  a   Duchov című angol Wikipédia-szócikk fordításán alapul.  Az eredeti cikk szerkesztőit annak laptörténete sorolja fel. Ez a jelzés csupán a megfogalmazás eredetét és a szerzői jogokat jelzi, nem szolgál a cikkben szereplő információk forrásmegjelöléseként.